# Camp de travail
Ne doit pas être confondu avec Camp chantier.
Un camp de travail est une forme de camp pénitentiaire destiné à la pratique du travail forcé.

## Les camps du Goulag (URSS)
(juillet 2023).
Les camps de travail pénitentiaires soviétiques qui ont existé à l'ère stalinienne sont parmi les camps de travail les plus connus dans l'histoire. On y dénombrait plusieurs millions de prisonniers. Situés essentiellement en Sibérie, ils étaient connus pour leurs conditions climatiques extrêmes et très dures.
Le terme exact pour les désigner est : Camp de travail pénitentiaire (en cyrillique: acronyme: ИТЛ «Исправительно-трудовой лагерь»; en caractères latins : ITL Ispravitelna-troudavoï lager). C'est une des catégories de système pénitentiaire et de ses établissements, ayant existé en URSS.
Le terme de Goulag est souvent utilisé en français pour désigner un «camp correctionnel de travail» ou un «camp de travail pénitentiaire» , (en russe: Исправительно-трудовой лагерь). Il s'agit d'un abus de langage, l'appellation d'un tel camp étant éventuellement «camp du Goulag» mais pas Goulag. Le Goulag est un organisme central qui administre, organise. Il comprend plusieurs grandes catégories administratives de lieux de travail forcé: les «camps de travail» et les «colonies de travail[2]» (pour les prisonniers de droit commun), mais encore les «Camps spéciaux (URSS)» (en russe: «Особые лагеря»), (pour les prisonniers politiques). L'examen des évènements intervenus dans un camp de «politiques» soulèvement de Norilsk montre bien l'importance de la distinction entre ces différents camps: les «politiques» étaient traités différemment: régime de peines plus longues, conditions de vie plus sévères. Ils réagissaient aussi différemment au traitement qui leur était imposé. Les groupes de «droit commun» et les «politiques» étaient souvent en conflit ce qui nécessitait leur séparation.
Le 11 juillet 1929 par décision du Conseil des commissaires du peuple (URSS) «Sur l'utilisation du travail des prisonniers criminels de droit commun» furent créées deux structures parallèles des lieux de privation de liberté : l'une sous la direction du Guépéou central d'URSS (en abrégé GPOU et OGPOU pour la direction générale des différents GPOU des différentes républiques)(ОГПУ СССР), et l'autre sous la direction du NKVD [НКВД), la police politique. La base de la première structure se composait de camps de travail correctionnel pour des condamnations et privation de liberté de plus de trois ans, et la seconde incluait les camps avec privation de liberté jusqu'à trois ans maximum. Pour assurer l'entretien de ces camps furent organisées des colonies agricoles et industrielles appelées colonies pénitentiaires (Ispravitelna-troudovaïa kolonia; acronyme: ITK; en russe: ИТК).
Suivant la décision du Comité central du Parti communiste de l'Union soviétique (ЦК КПСС) et du Conseil des ministres de l'URSS n° 1443—719с du 25 octobre 1956, tous les camps de travail pénitentiaires du Ministère des affaires intérieures de l'URSS devaient dépendre des ministères des affaires intérieures des différentes républiques fédérales et par conséquent être réorganisés en colonies pénitentiaires dans l'ITK-ИТК c'est-à-dire les «Colonies de travail pénitentiaires».
Les prisonniers des camps de travail pénitentiaires (ITL) prirent part dans une proportion importante à la construction de canaux, de routes et d'autres réalisations dans la Région du Nord (Russie) , l'Extrême-Orient, et dans d'autres régions.
L'organisme central qui gérait ces camps de travail était le Goulag.

## La Première Guerre mondiale

### France
Des camps de travail ont été établis à Blangy-sur-Bresle au lieu-dit «Les Tranchées», à Saigneville et dans la forêt de Crécy afin de faire travailler les coolies, paysans chinois exploités sous contrat, pendant la Première Guerre mondiale. Interdits de contacts avec la population française, ils sont sous surveillance de soldats britanniques ou français. Ils seront ensuite envoyés dans les tranchées comme simples ouvriers, les contrats signés avec l'impératrice Cixi interdisant de les utiliser dans le conflit. Plus de 20 000 paysans meurent en Europe, environ 800 sont enterrés au cimetière chinois de Nolette.

## La Seconde Guerre mondiale

### Allemagne nazie

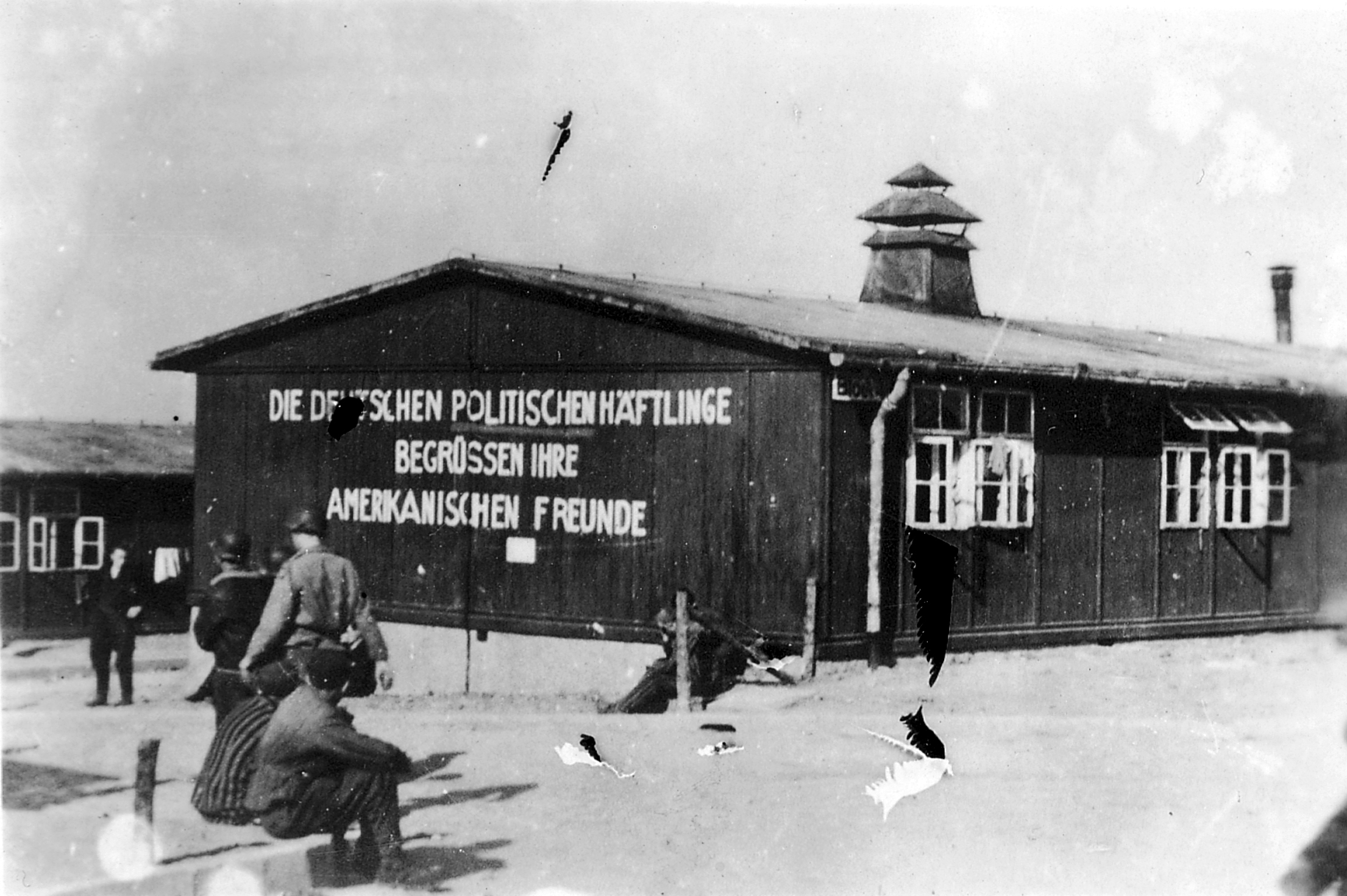
Buchenwald 1945

Des camps de travail, appelés camps de concentration, ont été créés par les nazis durant la Seconde Guerre mondiale. Ils étaient destinés à exploiter la main d'œuvre constituée par les prisonniers, d'abord exclusivement de droit commun, puis politiques et juifs, mais jamais des prisonniers de guerre que la Convention de Genève interdisait de faire travailler.
L'objectif de ces camps étant, comme pour le Service du travail obligatoire (STO), de remplacer les hommes massivement mobilisés dans l'armée, en particulier pour la production de guerre, et d'en tirer un maximum, quitte à les faire mourir à la tâche, ce qui rapproche ces camps des camps d'extermination.
Les camps de travail, comme Auschwitz, mélangeaient des prisonniers de toutes catégories qui n'étaient différenciées que par le système de marquage de leur tenue de bagne.
D'autres étaient réservés aux Juifs, comme le Judenlager des Mazures, dans les Ardennes de France et dont tous les Juifs avaient été emmenés de force depuis Anvers (Belgique). Son histoire est arrachée à l'oubli depuis des recherches entamées en 2002. Les jeunes filles étaient aussi contraintes au travail dans les Ardennes.
Il existait aussi des camps de travail près des camps de concentration, tel celui de Bobrek près du complexe d'Auschwitz-Birkenau, dont est sortie Simone Veil, où le travail étant accompli à l'intérieur, les conditions de vie étaient moins rudes que dans le camp principal.

### Japon shōwa
Selon une étude conjointe de plusieurs historiens dont Zhifen Ju, Mitsuyoshi Himeta, Toru Kibo et Mark Peattie, plus de dix millions de civils chinois furent mobilisés de 1935 à 1945 par la Kōa-in (Agence de développement de l’Asie orientale) pour le travail forcé au Manchukuo.
D'autre part, selon des documents retrouvés à la librairie du Congrès des États-Unis on estime qu’à Java, entre quatre et dix millions de romusha (travailleurs manuels) furent forcés de travailler pour les militaires japonais. Près de 270 000 de ces travailleurs javanais furent envoyés vers d’autres régions de la Sphère de coprospérité de la grande Asie orientale. Seuls 52 000 furent finalement rapatriés à Java, ce qui laisse entendre que le taux de mortalité fut de 80%.
Dans le territoire des actuelles Thaïlande et Birmanie, les Japonais ont aussi utilisé des civils et des prisonniers de guerre, particulièrement des Britanniques, des Australiens et des Indiens, dans des conditions de survie à peine imaginables, pour construire la Voie ferrée de la mort. Ces camps de travail ont été rendus célèbres par l'œuvre de Pierre Boulle, Le Pont de la rivière Kwaï, et plus récemment et de façon plus réaliste dans le film Chungkai, le camp des survivants de David L. Cunningham.

## Actuellement
Au XXIe siècle, il existe toujours des camps de travail dans quelques pays, comme la Chine (voir la Liste des laojiaos en République populaire de Chine), la Russie et la Corée du Nord (voir Kwanliso).
En France, les bagnes ont été abolis en 1938. En Hongrie, le gouvernement veut mettre en place des camps de travail forcé, surveillés par des policiers, pour les personnes bénéficiant des aides sociales.